# نيكلاس هارتمان
نيكلاس هارتمان (بالألمانية: Niklas Hartmann)‏ (9 ديسمبر 1989 بموندن في ألمانيا - ) هو لاعب كرة قدم ألماني في مركز حراسة المرمى. لعب مع أرمينيا بيليفيلد وروت فايس أوبرهاوزن وKSV Baunatal ‏ ونادي هسن كاسل.

## وصلات خارجية
- نيكلاس هارتمان على موقع قاعدة بيانات كرة القدم.إي يو (الإنجليزية)
- نيكلاس هارتمان على موقع بيانات كرة القدم. دي إي (الألمانية)
- نيكلاس هارتمان على موقع عالم كرة القدم.نت (الإنجليزية)